# ریوولوشن مینی۵۰۰
ریوولوشن مینی۵۰۰ (به انگلیسی: Revolution Mini-500) یک بالگرد سبُک وزن آمریکایی است در دهه ۹۰ میلادی بود که توسط شرکت «ریوولوشن هلیکاپترز» به‌صورت کیت سی‌کی‌دی ارائه شد. بالگرد مینی۵۰۰ مقیاس کوچک‌شده از بالگرد اواچ-۶ کایوس محصول شرکت هیوز هلیکاپترز است که از یک موتور دوزمانه روتکس ۵۸۲ با قدرت ۶۴ اسب بخار بهره می‌برد.

شرکت ریوولوشن در سال ۱۹۹۹ ورشکسته و منحل شد و کیت‌های این شرکت دیگر موجود نمی‌باشند.

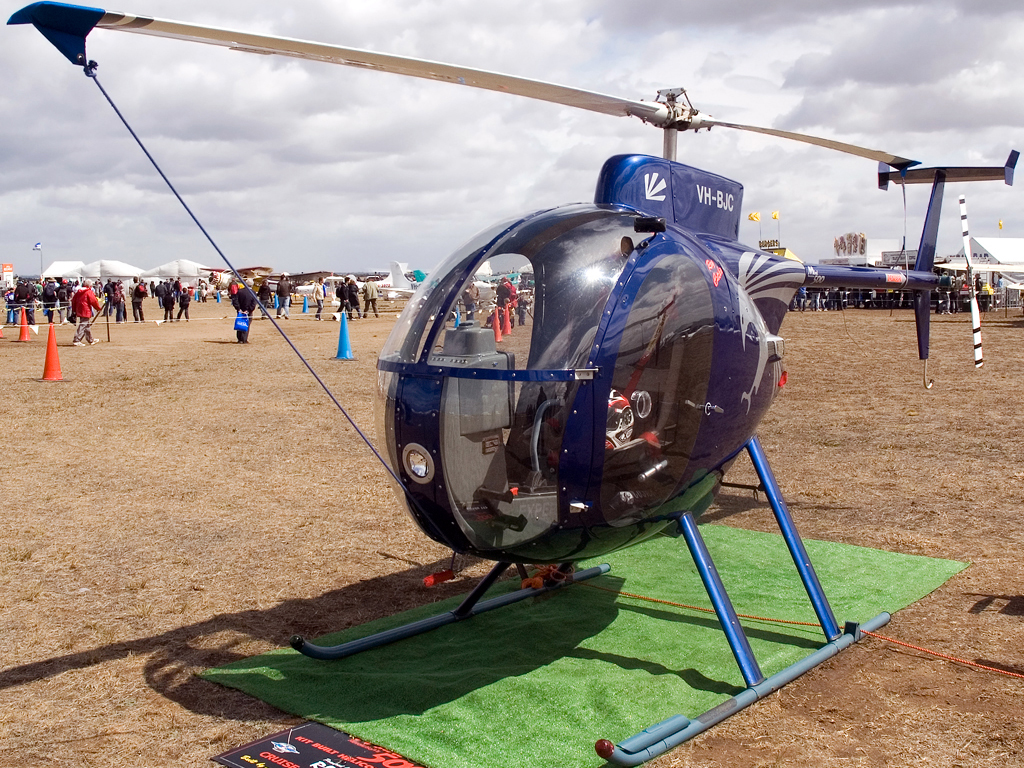
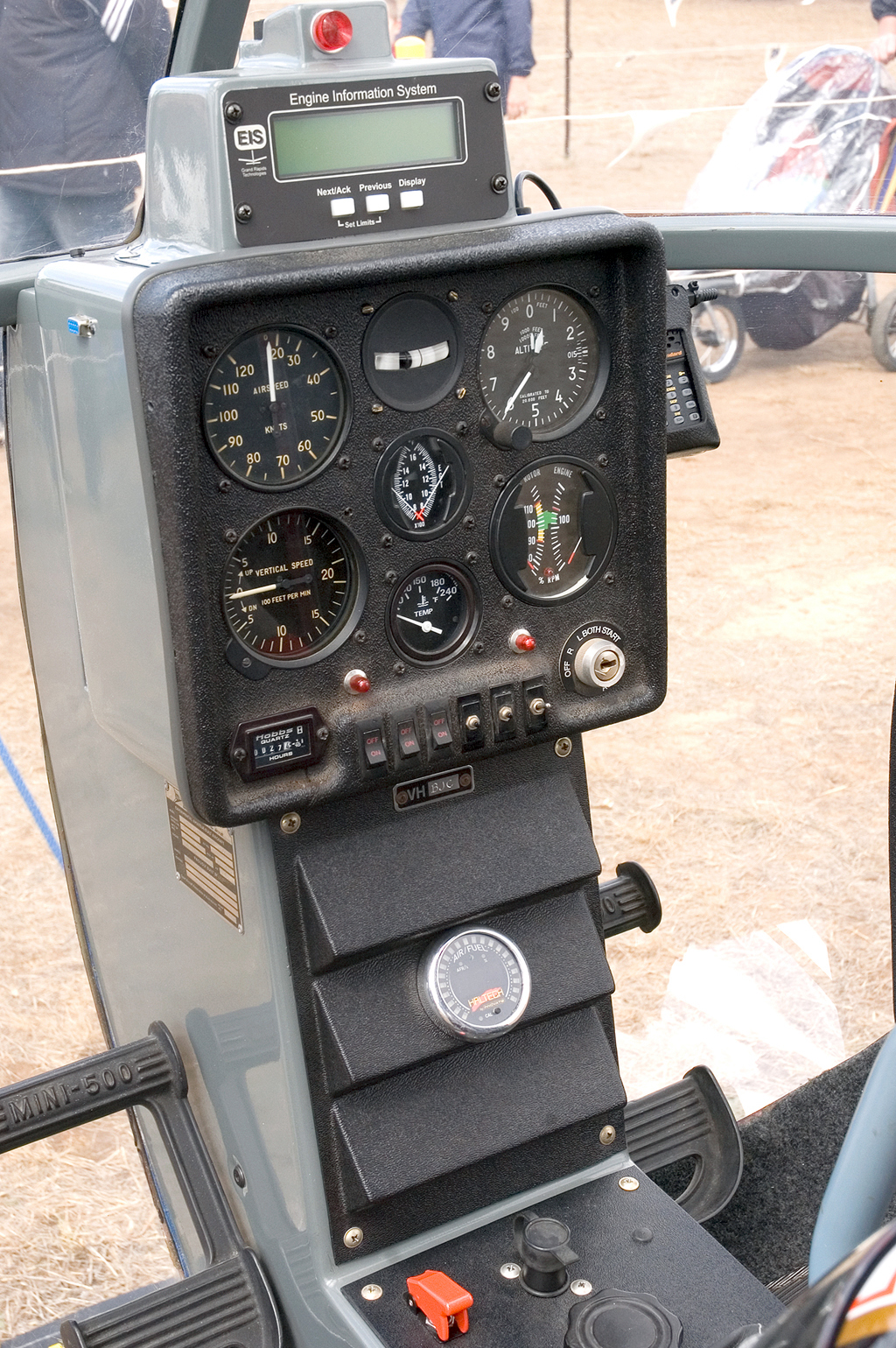
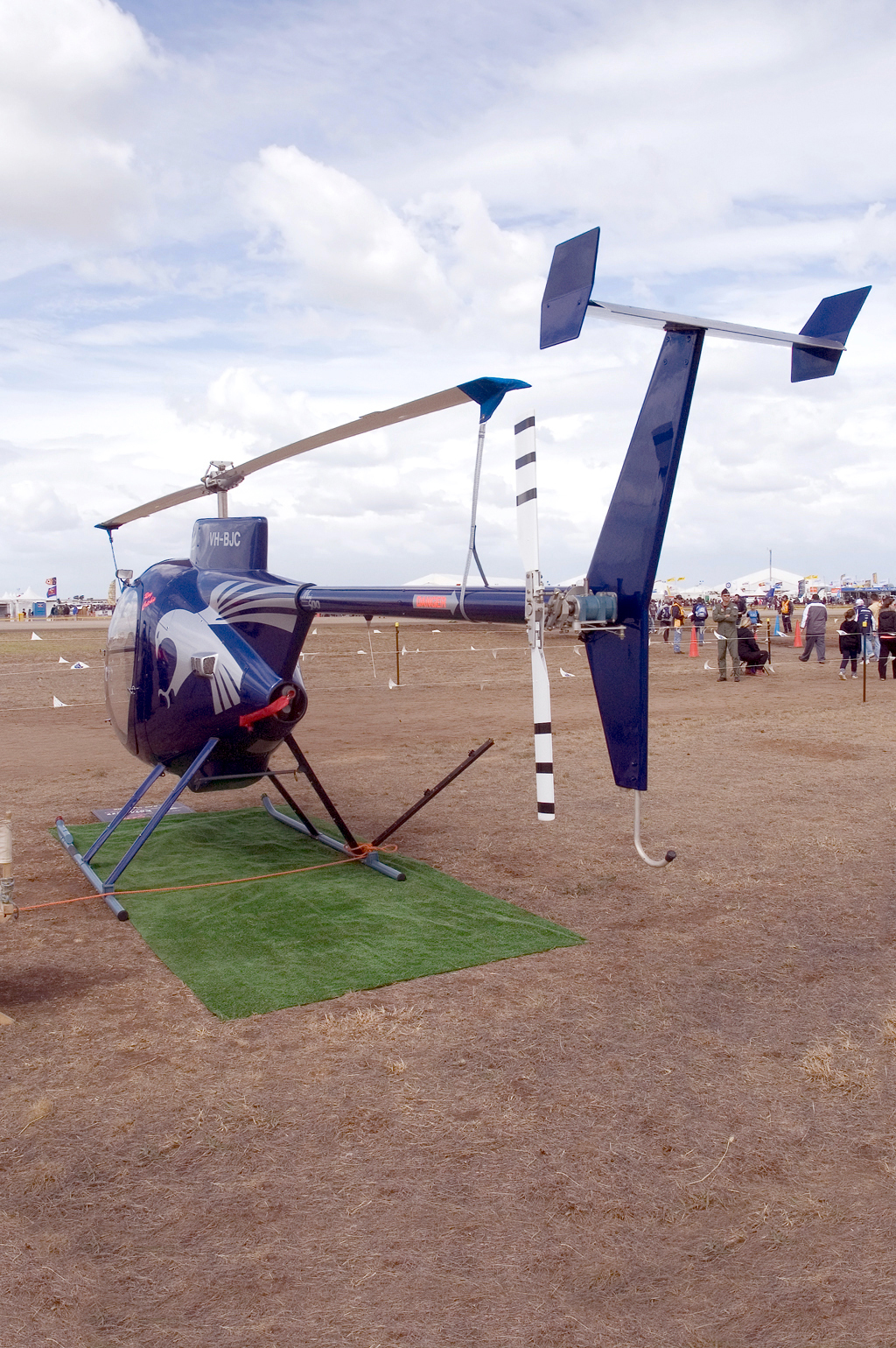

## مشخصات
داده‌ها از Taylor and Southeast Recreational Helicopters
ویژگی‌های عمومی
- خدمه: ۱
- طول: ۲۲ فوت ۶ اینچ (۶٫۹ متر)
- عرض: ۵ فوت ۳ اینچ (۱٫۶ متر)
- ارتفاع: ۸ فوت ۱ اینچ (۲٫۵ متر)
- وزن خالی: ۳۳۰ پوند (۱۵۰ کیلوگرم)
- وزن ناخالص: ۸۲۰ پوند (۳۷۲ کیلوگرم)
- پیشرانه: ۱ عدد  Rotax 582 piston engine, 64 hp (48 kW)
- قطر روتور اصلی:  ۱۹ فوت ۰ اینچ (۵٫۷۹ متر)

عملکرد
- حداکثر سرعت: ۱۱۵ مایل بر ساعت (۱۸۶ کیلومتر بر ساعت، ۱۰۰ گره)
- سرعت کروز: ۷۵ مایل بر ساعت (۱۲۲ کیلومتر بر ساعت، ۶۵ گره)
- بُرد: ۲۲۵ مایل (۳۶۱ کیلومتر، ۱۹۶ مایل دریایی)
- مداومت پروازی: 3 hours 0 minutes
- حداکثر ارتفاع: ۱۰٬۰۰۰ فوت (۳٬۰۵۰ متر)
- نرخ صعود: ۱٬۱۰۰ فوت بر دقیقه (۵٫۶ متر بر ثانیه)